# St. Wolfgangshaus

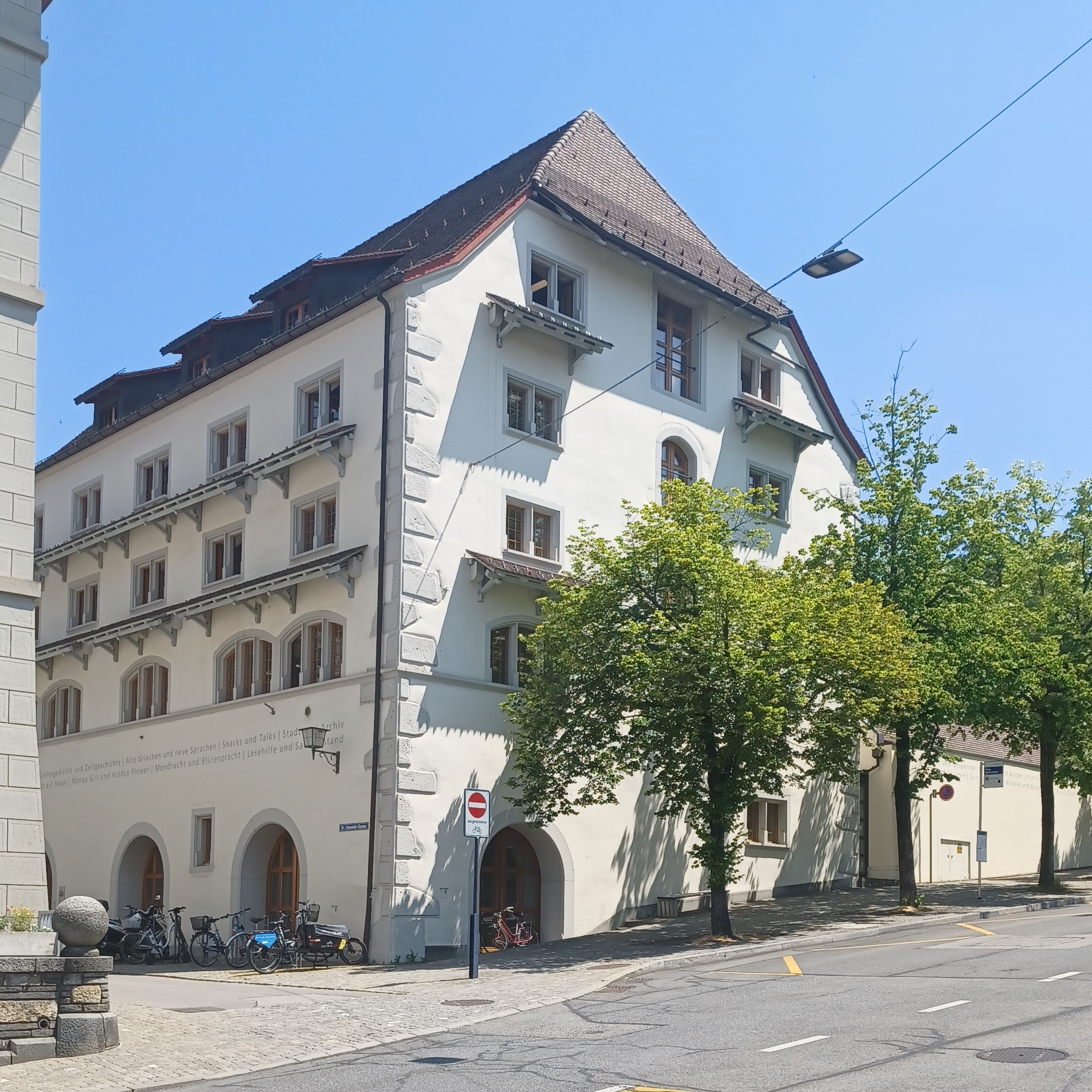
Ansicht von Südwesten (2023)

Das St. Wolfgangshaus wurde 1530 als Kornhaus von der Schweizer Stadt Zug errichtet. Das als Kulturgut geschützte Bauwerk wird seit 1986 von der Bibliothek Zug (bis 2011 «Stadtbibliothek») genutzt. Zwischenzeitlich diente es auch als Knabenschulhaus, Kaserne und Jugendzentrum.

## Lage
Das Gebäude «St.-Oswalds-Gasse 21» ist ein Eckhaus am Südende der Zuger Altstadt. Das gegenüberliegende ehemalige Knabenschulhaus steht ebenfalls unter Denkmalschutz.

## Geschichte
Die städtischen Vogteien waren die Kornkammer der Stadt Zug, diese errichtete 1475 die Kapelle St. Wolfgang in der Vogtei Hünenberg. Sämtliche Zehnten wurden an die Kapelle übertragen, neben Getreide gehörte auch Wein zu den Naturalabgaben. Der «Wolfgangs-Pfleger» verwaltete die Einnahmen. Da das ursprüngliche Kornhaus zu klein wurde, errichtete der Baumeister Ulrich Giger 1530 ein weit grösseres Kornhaus, das bald «St. Wolfgangshaus» genannt wurde. Von 1611 bis 1722 wurden dort auch Zuger Knaben unterrichtet.
Im Jahr 1798 hoben die Franzosen den Kirchenzehnt auf und richteten im Kornhaus eine Kaserne ein. Die raumhohen Fensteröffnungen an der Südseite wurden zugemauert, um Platz für Kamine zu schaffen. In der Folge wurde die Kaserne bis in die 1970er Jahre durch eidgenössisches Militär genutzt. Das Gebäude wurde 1894 um einen Anbau im Osten erweitert und hatte zuletzt eine Kapazität von rund 150 Soldaten und 30 Unteroffizieren. Reguläre Rekrutenschulen konnten nur noch in Ausnahmefällen durchgeführt werden. Nach Zwischennutzungen diente das St. Wolfgangshaus von 1981 bis 1983 als Autonomes Jugendzentrum.
Stadt und Kanton entschieden sich für die Nutzung als neues Gebäude für die «Stadt- und Kantonsbibliothek», die im ehemaligen Städtischen Zeughaus untergebracht war. Das St. Wolfgangshaus wurde 1986 für elf Millionen Franken als Bibliothek umgebaut. Der «unschöne» Anbau des Militärs wurde zurückgebaut und der ursprüngliche Zustand der Fassaden wiederhergestellt. Am 1. Oktober 1986 konnte die Bibliothek feierlich eröffnet werden. Seit 2017 ist dort auch das Stadtarchiv dauerhaft untergebracht.

## Beschreibung

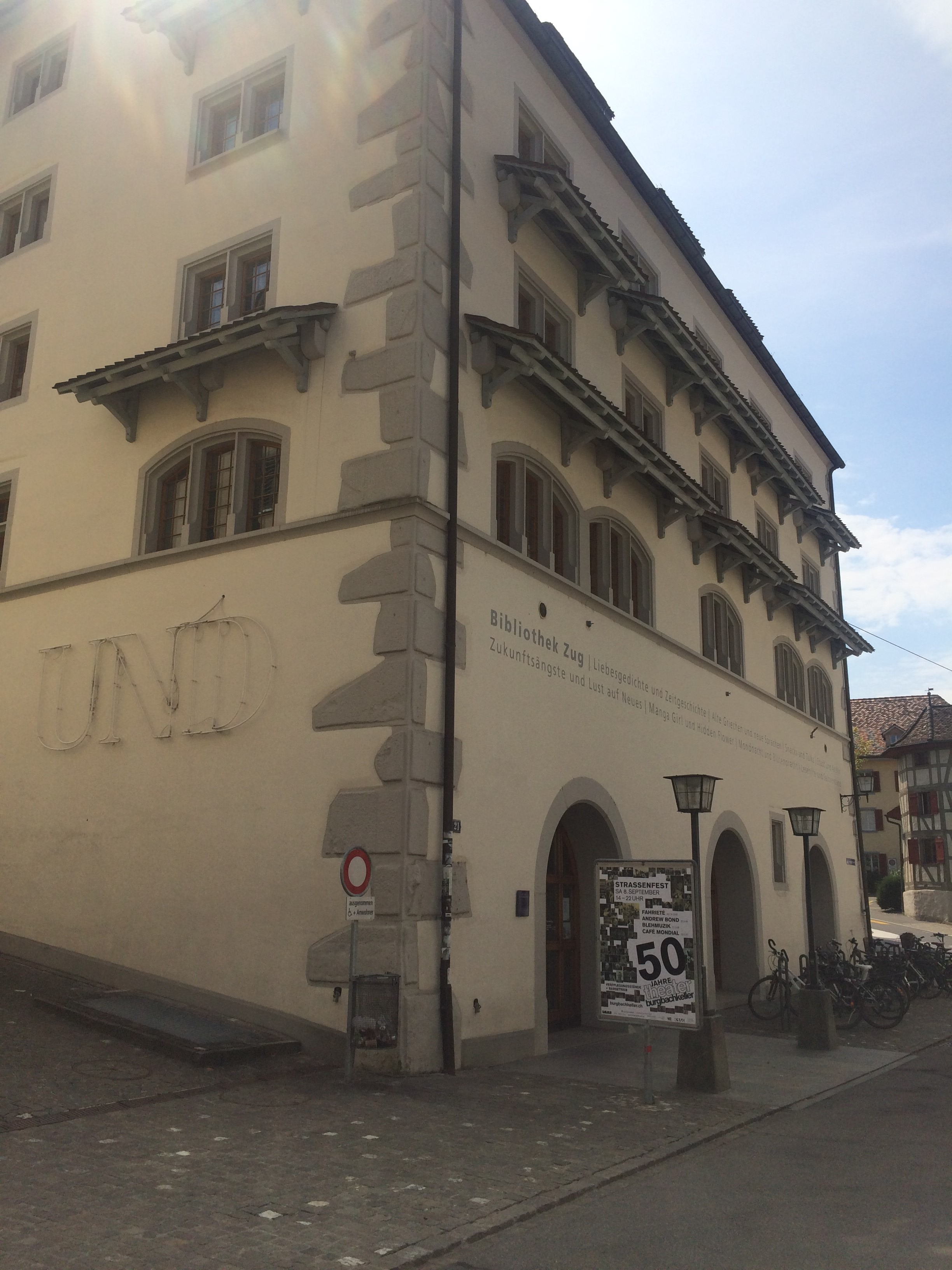
Ansicht von Nordwesten

Über dem mächtigen Sockelgeschoss erheben sich drei Obergeschosse. Das Dachgeschoss kann als Vortrags- oder Seminarraum genutzt werden. Das Walmdach ist mit Krüppelwalm ausgeführt. Die grossen Eckquader sind in Zahnschnittfolge angelegt. Die Fenster sind im Stil der Renaissance mehrfach gekoppelt.
Die Informationstafel am Gebäude gehört zum Projekt «Hinter den Fassaden» des Stadtarchivs, das Gebäude hat dort die Nummer «24» (Schwarze Folge). Es ist als Kulturgut von regionaler Bedeutung unter Schutz gestellt.

## Belege
1. ↑  B-Objekt, KGS-Nummer 07374 im Schweizerischen Inventar der Kulturgüter von nationaler und regionaler Bedeutung.
2. 1 2 3 4  Stadtarchiv Zug: St. Wolfgangshaus. In: Hinter den Fassaden, abgerufen am 27. Juli 2023.
3. ↑  B-Objekt, KGS-Nummer 07373 im Schweizerischen Inventar der Kulturgüter von nationaler und regionaler Bedeutung.

Koordinaten: 47° 9′ 52,2″ N, 8° 30′ 54,6″ O; CH1903: 681625 / 224286